# Liste der Monuments historiques in Landébia
Die Liste der Monuments historiques in Landébia führt die Monuments historiques in der französischen Gemeinde Landébia auf.

## Liste der Bauwerke
| Bezeichnung            | Beschreibung    | Standort | Kennzeichnung | Schutzstatus | Datum | Bild           |
| ---------------------- | --------------- | -------- | ------------- | ------------ | ----- | -------------- |
| Kreuz von Saint-Hubert | 16. Jahrhundert | (Lage)   | PA00089242    | Inscrit      | 1964  | weitere Bilder |
| Kreuz                  | 16. Jahrhundert | (Lage)   | PA00089243    | Inscrit      | 1964  | weitere Bilder |
| Calvaire               | 16. Jahrhundert | (Lage)   | PA00089241    | Classé       | 1938  | weitere Bilder |

## Liste der Objekte

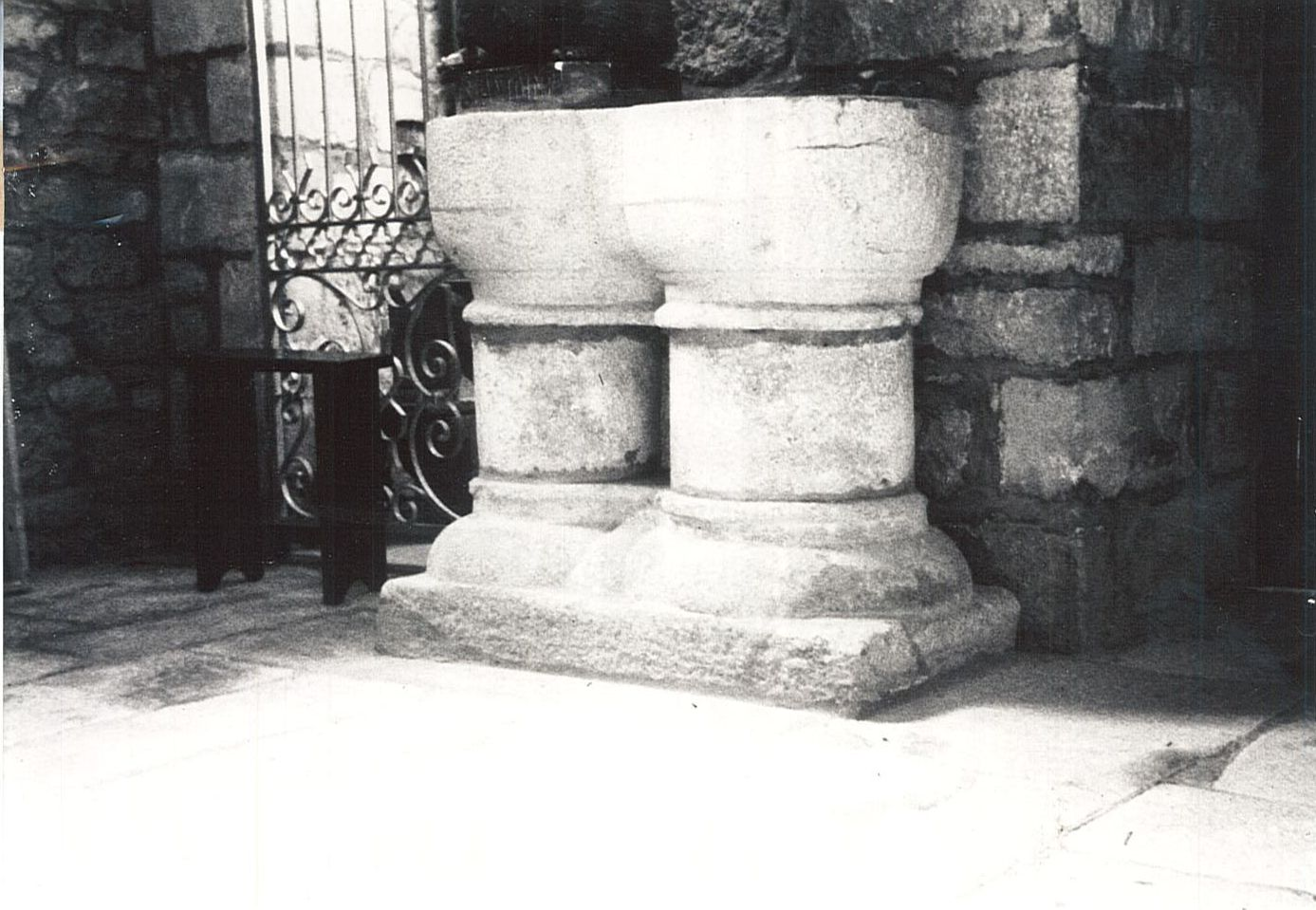
Taufbecken (um 1600) in der Kirche St-Éloi

- Monuments historiques (Objekte) in Landébia in der Base Palissy des französischen Kultusministeriums